# فرودگاه بین‌المللی نیو کیتو
 فرودگاه بین‌المللی نیو کیتو (به انگلیسی: New Quito International Airport) یک فرودگاه همگانی است که یک باند فرود سنگفرش دارد و طول باند آن ۴۱۰۰ متر است. این فرودگاه در شهر کوئیتو کشور اکوادور قرار دارد و در ارتفاع ۲۴۰۰ متری از سطح دریا واقع شده است.

## شرکت‌های هواپیمایی و مقصدهای پروازی

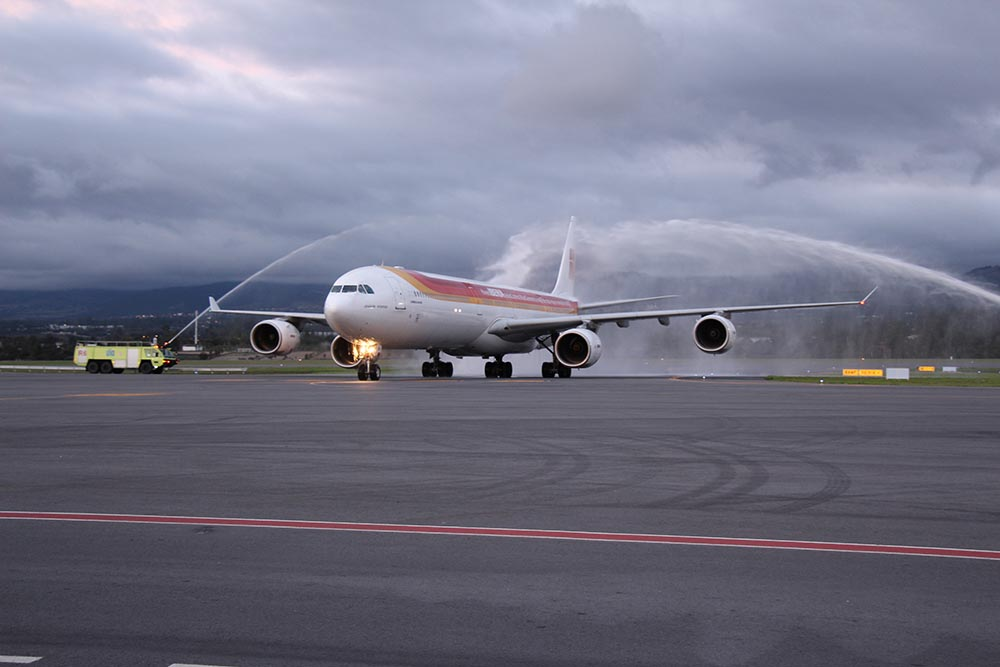
ایبریا ایرلاین ایرباس ای۳۴۰ aircraft on its inaugural flight to Quito - Mariscal Sucre International Airport from Barajas on the 28th of October, 2013. Was the first transatlantic flight of the airport linked to Europe, celebrated with the traditional water cannon salute.

### مسافری
| شرکت‌های هواپیمایی  | مقصدهای پروازی | Terminal |
| ------------------ | --- | -------- |
| آئرومکزیکو         | مکزیکو سیتی | I        |
| امریکن ایرلاینز    | دالاس-فورت ورث، میامی | I        |
| اویانکا            | ال دورادو | I        |
| اویانکا السالوادور | السالوادور | I        |
| اویانکا اکوادور    | سیمور، فرنسیسکو د اوریانا، خوزه خواکین د اولمدو، پایگاه هوایی مانتا، سن کریستاوبال                                                                                              | D        |
| اویانکا اکوادور    | ال دورادو، خورخه چاوز | I        |
| کوپا ایرلاینز      | توکومن | I        |
| دلتا ایرلاینز      | هارتسفیلد-جکسون آتلانتا | I        |
| ایبریا ایرلاین     | مادرید-باراخاس | I        |
| Insel Air Aruba    | فصلی: کویین بیاتریکس | I        |
| جت‌بلو              | فورت لادردیل–هالیوود | I        |
| کاال‌ام             | اسخیپول آمستردام1 | I        |
| لان اکوادور        | سیمور، ماریسکال لامار، خوزه خواکین د اولمدو، سن کریستاوبال | D        |
| لان اکوادور        | مینیسترو پیستارینی، خورخه چاوز | I        |
| TAME               | سیمور، فرنسیسکو د اوریانا، ماریسکال لامار، ژنرال ریوادنیرا، خوزه خواکین د اولمدو، لاگو اگریو، کمیلو پانس انریکز، پایگاه هوایی مانتا، Machala، ژنرال آلپیانو پایز، سن کریستاوبال | D        |
| TAME               | ال دورادو، آلفونسو بونییا آراگون، خوزه مارتی، خورخه چاوز، جان اف کندی چارتر: رافائل ناندز، هاتو، سنگستر، پونتا کانا، گوستاو روجاس پینیلا، خوآن گئوآلبرتو گومس                   | I        |
| یونایتد ایرلاینز   | جرج بوش | I        |
| Viva Colombia      | ال دورادو | I        |
| Wingo              | ال دورادو | I        |

Notes:
- 1: کاال‌ام's flight from Quito to Amsterdam makes a stop in Guayaquil.

### باری

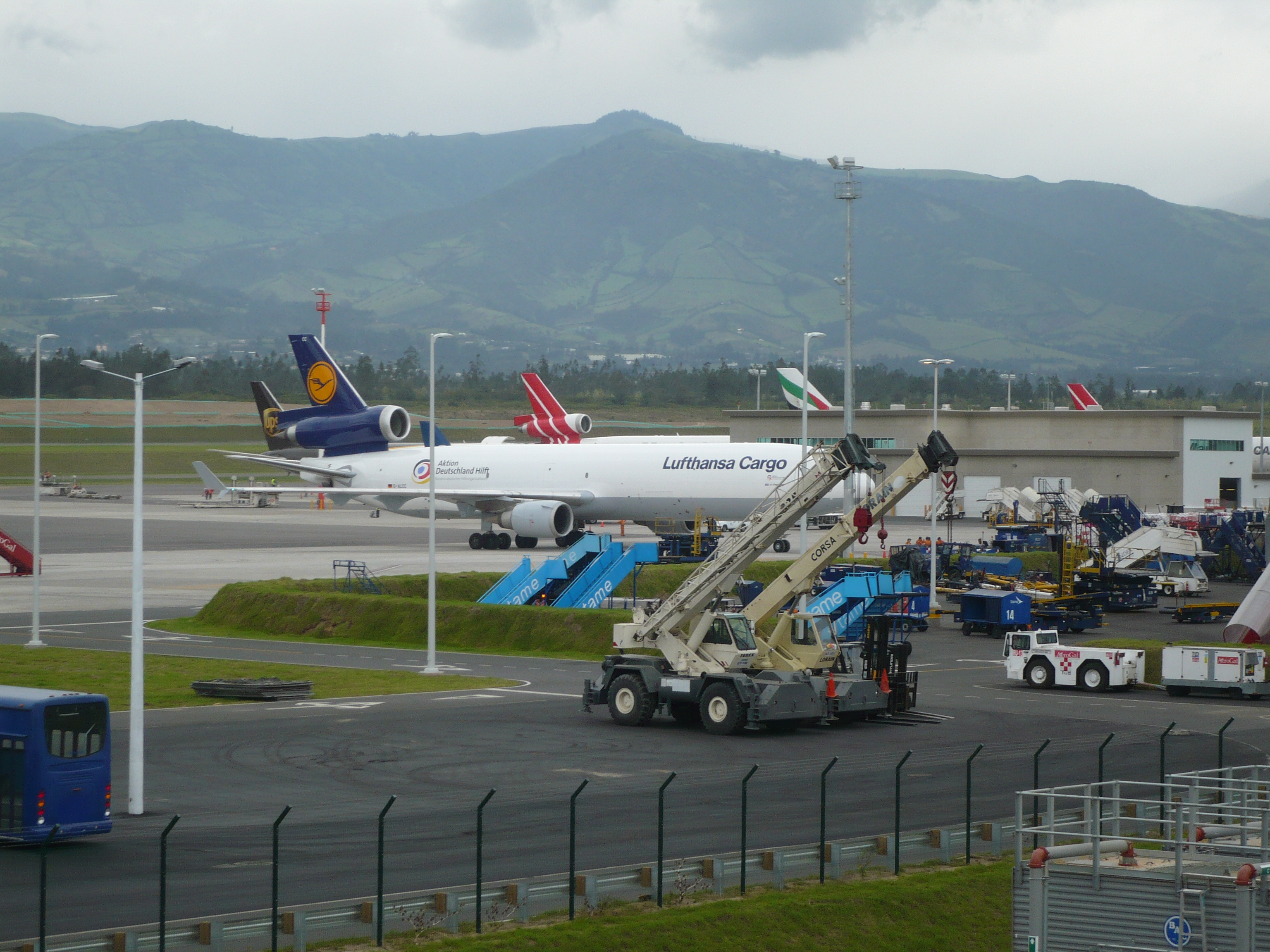
Cargo apron, 2013

| شرکت‌های هواپیمایی             | مقصدهای پروازی                                                                       |
| ----------------------------- | ------------------------------------------------------------------------------------ |
| AeroSucre                     | ال دورادو                                                                            |
| اطلس ایر                      | جان اف کندی                                                                          |
| Avianca Cargo                 | ال دورادو، خوزه ماریا کوردوا، میامی                                                  |
| کارگولوکس                     | لوگزامبورگ - فیندل                                                                   |
| Centurion Air Cargo           | میامی                                                                                |
| Cielos Airlines               | خورخه چاوز، میامی                                                                    |
| DHL Aero Expreso              | میامی                                                                                |
| هواپیمایی اتحاد               | ابوظبی                                                                               |
| امارات اسکای‌کارگو             | آل مکتوم                                                                             |
| فدکس اکسپرس                   | میامی                                                                                |
| فلوریدا وست اینترنشنال ایرویز | میامی                                                                                |
| LAN Cargo                     | اسخیپول آمستردام، مینیسترو پیستارینی، میامی، کومودورو ارتورو مرینو بنیتز             |
| LANCO                         | اسخیپول آمستردام، ال دورادو، میامی، ریو دوژانیرو گالیائو                             |
| LATAM Cargo Brasil            | ویراکوپوس-کامپیناس، پینتو مارتینز، خوزه خواکین د اولمدو، ادواردو گومز، میامی، توکومن |
| LATAM Cargo Mexico            | لس‌آنجلس، مکزیکو سیتی                                                                 |
| لوفت‌هانزا کارگو               | رافائل هرناندز، فرانکفورت                                                            |
| Líneas Aéreas Suramericanas   | ال دورادو                                                                            |
| Martinair                     | رافائل هرناندز، اسخیپول آمستردام، میامی، خوآن سانتاماریا                             |
| هواپیمایی قطر                 | حمد، میامی                                                                           |
| Southern Air                  | میامی                                                                                |
| یوپی‌اس ایرلاینز               | میامی                                                                                |